# Lymphangitis
 Denne artikel omhandler den lokale infektion lymphangitis. For andre betydninger af blodforgiftning, se blodforgiftning.
Lymphangitis, undertiden kaldet blodforgiftning, er en infektion i et lymfekar. Infektionen medfører som regel hævelse og ømhed af nærliggende lymfeknuder og kan medføre rødlige eller mørke aftegninger af de inficerede lymfekar; det er disse aftegninger, der har ført til at sygdommen fejlagtigt er blevet kaldt blodforgiftning, selv om det ikke er blodkredsløbet der er inficeret. 
Lymphangitis kan behandles med antibiotika, ofte ledsaget af ro og hvile i nogle uger. Ubehandlet kan infektionen sprede sig via lymfesystemet og i svære tilfælde ende med at være en livstruende sygdom, hvorfor lymphangitis ansås for en yderst alvorlig diagnose før antibiotikas udbredelse.